# Oryza punctata
Oryza punctata là một loài thực vật có hoa trong họ Hòa thảo. Loài này được Kotschy ex Steud. mô tả khoa học đầu tiên năm 1853.